# G. G. Anderson/Diskografie
Diese Diskografie ist eine Übersicht über die musikalischen Werke des deutschen Schlagersängers, Komponisten und Musikproduzenten G. G. Anderson und seiner Pseudonyme wie Alexander Marco und Tony Bell. Seine erfolgreichste Veröffentlichung ist die Komposition Die längste Single der Welt 2 mit über 500.000 verkauften Einheiten.

## Alben

### Studioalben
| Jahr | Titel                                                              | Höchstplatzierung, Gesamtwochen, AuszeichnungChartplatzierungen (Jahr, Titel, Platzierungen, Wochen, Auszeichnungen, Anmerkungen) | Höchstplatzierung, Gesamtwochen, AuszeichnungChartplatzierungen (Jahr, Titel, Platzierungen, Wochen, Auszeichnungen, Anmerkungen) | Höchstplatzierung, Gesamtwochen, AuszeichnungChartplatzierungen (Jahr, Titel, Platzierungen, Wochen, Auszeichnungen, Anmerkungen) | Anmerkungen                              |
| Jahr | Titel                                                              | DE | AT | CH | Anmerkungen                              |
| ---- | ------------------------------------------------------------------ | --- | --- | --- | ---------------------------------------- |
| 1981 | Always & Ever                                                      | — | — | — | Erstveröffentlichung: September 1981     |
| 1984 | Lass uns träumen                                                   | — | — | — | Erstveröffentlichung: Oktober 1984       |
| 1985 | Was ich Dir sagen möchte / Sommernacht in Rom (erweiterte Fassung) | DE23 (9 Wo.)DE | AT22 (6 Wo.)AT | — | Erstveröffentlichung: September 1985     |
| 1986 | Ich glaube an die Zärtlichkeit                                     | DE38 (7 Wo.)DE | — | — | Erstveröffentlichung: September 1986     |
| 1987 | Vergiss die Liebe nicht                                            | — | — | — | Erstveröffentlichung: September 1987     |
| 1988 | Herzklopfen                                                        | — | — | — | Erstveröffentlichung: Oktober 1988       |
| 1989 | Traumreise für zwei                                                | — | — | — | Erstveröffentlichung: 18. August 1989    |
| 1990 | Heut’ geht’s uns gut (so soll es bleiben)                          | — | — | — | Erstveröffentlichung: September 1990     |
| 1992 | Weiße Rosen schenk’ ich dir                                        | — | — | — | Erstveröffentlichung: 3. August 1992     |
| 1995 | Ich lieb’ Dich                                                     | — | — | — | Erstveröffentlichung: 13. März 1995      |
| 1998 | G. G. Anderson ’98                                                 | — | — | — | Erstveröffentlichung: 9. März 1998       |
| 1999 | Eine Nacht, die nie vergeht                                        | — | — | — | Erstveröffentlichung: 23. August 1999    |
| 2000 | Nein heißt ja                                                      | DE55 (2 Wo.)DE | AT35 (4 Wo.)AT | — | Erstveröffentlichung: 25. August 2000    |
| 2001 | Feuer & Flamme                                                     | DE100 (1 Wo.)DE | AT27 (7 Wo.)AT | — | Erstveröffentlichung: 14. September 2001 |
| 2003 | Herz auf Rot                                                       | DE63 (1 Wo.)DE | — | — | Erstveröffentlichung: 23. Juni 2003      |
| 2004 | Einmal hüh – einmal hott                                           | DE70 (4 Wo.)DE | AT26 (11 Wo.)AT | — | Erstveröffentlichung: 7. Juni 2004       |
| 2005 | Für Dich                                                           | DE79 (3 Wo.)DE | AT41 (9 Wo.)AT | — | Erstveröffentlichung: 30. Mai 2005       |
| 2006 | Zeit zum Träumen                                                   | DE40 (4 Wo.)DE | AT20 (8 Wo.)AT | — | Erstveröffentlichung: 7. Juli 2006       |
| 2007 | Lebenslust                                                         | DE61 (2 Wo.)DE | AT31 (4 Wo.)AT | CH92 (1 Wo.)CH | Erstveröffentlichung: 22. Juni 2007      |
| 2009 | Alle Liebe dieser Welt                                             | DE60 (2 Wo.)DE | AT29 (4 Wo.)AT | — | Erstveröffentlichung: 6. Februar 2009    |
| 2010 | Besser geht nicht                                                  | DE31 (2 Wo.)DE | AT33 (3 Wo.)AT | CH65 (1 Wo.)CH | Erstveröffentlichung: 23. April 2010     |
| 2011 | Eine Insel für uns beide                                           | DE54 (1 Wo.)DE | AT40 (3 Wo.)AT | CH76 (1 Wo.)CH | Erstveröffentlichung: 1. Juli 2011       |
| 2013 | San Valentino                                                      | DE34 (3 Wo.)DE | AT22 (8 Wo.)AT | — | Erstveröffentlichung: 25. Januar 2013    |
| 2014 | Die Sterne von Rom                                                 | DE23 (3 Wo.)DE | AT12 (3 Wo.)AT | CH46 (3 Wo.)CH | Erstveröffentlichung: 1. August 2014     |
| 2016 | In dieser Sommernacht                                              | DE14 (1 Wo.)DE | AT19 (3 Wo.)AT | CH47 (1 Wo.)CH | Erstveröffentlichung: 2. September 2016  |
| 2018 | Summerlove                                                         | DE5 (2 Wo.)DE | AT14 (5 Wo.)AT | CH18 (1 Wo.)CH | Erstveröffentlichung: 13. Juli 2018      |
| 2019 | Alles wird gut                                                     | DE17 (3 Wo.)DE | AT15 (3 Wo.)AT | CH49 (1 Wo.)CH | Erstveröffentlichung: 4. Oktober 2019    |
| 2021 | Wenn in Santa Maria                                                | DE12 (1 Wo.)DE | AT17 (2 Wo.)AT | CH24 (2 Wo.)CH | Erstveröffentlichung: 31. Dezember 2021  |
| 2024 | Sieben Leben                                                       | DE18 (1 Wo.)DE | AT8 (1 Wo.)AT | CH75 (1 Wo.)CH | Erstveröffentlichung: 7. Juni 2024       |

grau schraffiert: keine Chartdaten aus diesem Jahr verfügbar

### Kompilationen
| Jahr | Titel                                              | Höchstplatzierung, Gesamtwochen, AuszeichnungChartplatzierungen (Jahr, Titel, Platzierungen, Wochen, Auszeichnungen, Anmerkungen) | Höchstplatzierung, Gesamtwochen, AuszeichnungChartplatzierungen (Jahr, Titel, Platzierungen, Wochen, Auszeichnungen, Anmerkungen) | Höchstplatzierung, Gesamtwochen, AuszeichnungChartplatzierungen (Jahr, Titel, Platzierungen, Wochen, Auszeichnungen, Anmerkungen) | Anmerkungen                           |
| Jahr | Titel                                              | DE | AT | CH | Anmerkungen                           |
| ---- | -------------------------------------------------- | --- | --- | --- | ------------------------------------- |
| 1988 | Träume einer Sommernacht – Seine größten Erfolge   | DE17 (10 Wo.)DE | — | — | Erstveröffentlichung: April 1988      |
| 2002 | Dafür leb’ ich – das Allerbeste                    | — | AT30 (7 Wo.)AT | — | Erstveröffentlichung: 23. August 2002 |
| 2015 | Das Beste                                          | DE17 (2 Wo.)DE | AT48 (1 Wo.)AT | CH99 (1 Wo.)CH | Erstveröffentlichung: 2. April 2015   |
| 2017 | Nie wieder Goodbye – die schönsten Hits mit Gefühl | — | AT55 (1 Wo.)AT | — | Erstveröffentlichung: 28. Juli 2017   |
| 2021 | Das Beste                                          | DE8 (1 Wo.)DE | AT49 (1 Wo.)AT | — | Erstveröffentlichung: 26. März 2021   |

Weitere Kompilationen
- 1986: Und dann nehm’ ich dich in meine Arme
- 1987: Star Festival
- 1989: Das große deutsche Schlager-Archiv (mit Christian Anders)
- 1993: Von Anfang an … Seine schönsten Liebeslieder aus den ersten 15 Jahren
- 1994: Sommernacht in Rom
- 1994: Gefühle
- 1995: Star Portrait
- 1995: Mädchen, Mädchen
- 1995: Ich Glaube an die Zärtlichkeit
- 1996: Die großen Erfolge
- 1999: StarCollection
- 1999: Sonnenschein im Blut
- 2001: Nur das Beste – Die größten Hits 1983-1997
- 2002: Hättest du heut’ Zeit für mich
- 2003: Auf einer Wolke … (Gold Edition)
- 2005: Hey du da
- 2006: Nur mit dir
- 2006: Star Edition
- 2007: Carmen Nebel präsentiert: Willst du mich küssen
- 2007: Gold Stücke
- 2007: Hautnah – Die Geschichten meiner Stars
- 2009: Dieter Thomas Heck präsentiert: 40 Jahre ZDF Hitparade
- 2009: Carmen Nebel präsentiert: Komm tanz mit mir
- 2009: Schlager Party mit G.G. Anderson
- 2013: Hallo Du: Das Beste von G.G. Anderson
- 2013: Nur für Dich – meine Hits
- 2013: Lena – Seine großen Erfolge
- 2014: Best Of
- 2015: Glanz Lichter

### EPs
- 1990: Amiga Quartett

### Weihnachtsalben
- 2007: Zwei Herzen im Schnee

## Singles
| Jahr | Titel Album                                                                     | Höchstplatzierung, Gesamtwochen, AuszeichnungChartplatzierungen (Jahr, Titel, Album, Platzierungen, Wochen, Auszeichnungen, Anmerkungen) | Höchstplatzierung, Gesamtwochen, AuszeichnungChartplatzierungen (Jahr, Titel, Album, Platzierungen, Wochen, Auszeichnungen, Anmerkungen) | Höchstplatzierung, Gesamtwochen, AuszeichnungChartplatzierungen (Jahr, Titel, Album, Platzierungen, Wochen, Auszeichnungen, Anmerkungen) | Anmerkungen                          |
| Jahr | Titel Album                                                                     | DE | AT | CH | Anmerkungen                          |
| ---- | ------------------------------------------------------------------------------- | --- | --- | --- | ------------------------------------ |
| 1981 | Mama Lorraine Always & Ever                                                     | DE10 (22 Wo.)DE | — | — | Erstveröffentlichung: April 1981     |
| 1981 | Cheerio Always & Ever                                                           | DE51 (7 Wo.)DE | — | — | Erstveröffentlichung: Oktober 1981   |
| 1982 | Jim and Andy Always & Ever                                                      | DE36 (16 Wo.)DE | — | — | Erstveröffentlichung: März 1982      |
| 1984 | Am weißen Strand von San Angelo Lass uns träumen                                | DE41 (18 Wo.)DE | — | — | Erstveröffentlichung: Juli 1984      |
| 1985 | Santa Lucia – versunken im Meer Was ich dir sagen möchte                        | DE46 (9 Wo.)DE | — | — | Erstveröffentlichung: Januar 1985    |
| 1985 | Sommernacht in Rom Was ich dir sagen möchte                                     | DE28 (17 Wo.)DE | AT16 (10 Wo.)AT | — | Erstveröffentlichung: Mai 1985       |
| 1985 | Und dann nehm’ ich Dich in meine Arme Was ich dir sagen möchte                  | DE49 (6 Wo.)DE | — | — | Erstveröffentlichung: September 1985 |
| 1986 | Ti amo, Maria Was ich dir sagen möchte                                          | DE47 (5 Wo.)DE | — | — | Erstveröffentlichung: Januar 1986    |
| 1986 | Die Sonne von St. Helena Ich glaube an die Zärtlichkeit                         | DE59 (6 Wo.)DE | — | — | Erstveröffentlichung: April 1986     |
| 1986 | Mädchen, Mädchen Ich glaube an die Zärtlichkeit                                 | DE34 (16 Wo.)DE | — | — | Erstveröffentlichung: Juni 1986      |
| 1986 | Ich glaube an die Zärtlichkeit                                                  | DE71 (2 Wo.)DE | — | — | Erstveröffentlichung: September 1986 |
| 1988 | S.O.S. mein Herz ertrinkt Herzklopfen                                           | DE58 (5 Wo.)DE | — | — | Erstveröffentlichung: Januar 1988    |
| 1988 | Hättest du heut’ Zeit für mich Träume einer Sommernacht – Seine größten Erfolge | DE59 (4 Wo.)DE | — | — | Erstveröffentlichung: April 1988     |
| 1991 | Sonnenschein im Blut Heut’ geht’s uns gut (so soll es bleiben)                  | DE60 (8 Wo.)DE | — | — | Erstveröffentlichung: Juni 1991      |
| 1991 | Ich bin so treu wie Gold Weiße Rosen schenk’ ich dir                            | DE56 (8 Wo.)DE | — | — | Erstveröffentlichung: Dezember 1991  |
| 1992 | Rosalie Weiße Rosen schenk’ ich dir                                             | DE61 (4 Wo.)DE | — | — | Erstveröffentlichung: April 1992     |
| 1992 | Weiße Rosen schenk’ ich dir                                                     | DE71 (7 Wo.)DE | — | — | Erstveröffentlichung: Juli 1992      |

Weitere Singles
| - 1973: Kleines Lied vom Sonnenschein (als Alexander Marco) - 1973: Weine nicht beim Abschied (als Alexander Marco) - 1973: Nur einen Sommer (als Alexander Marco) - 1977: Mary Elaine (als Tony Bell) - 1978: Let’s Have a Drink on Love (als Tony Bell) - 1978: Trouble Tonight (als Tony Bell) - 1979: Nichts ist schlimmer als ein Leben ohne Frau’n (als Tony Bell) - 1980: Always and Ever - 1980: African Baby - 1982: When Your Heart Is Cryin’ - 1983: I’m Alive - 1983: Memories of Lucia - 1983: San Fernando - 1984: Blue Monday (mit Cartoon) - 1984: Hungriges Herz - 1987: Hallo Du - 1987: Unser Himmelbett war nur der Strand - 1987: Jamaica - 1987: Sag ich Aloha - 1988: Liebe ist … - 1988: Hättest du heut’ Zeit für mich - 1988: Little Darling - 1989: Sommer – Sonne – Cabrio - 1989: Goodbye My Love, Goodbye - 1989: Lady Sunshine - 1990: Auf einer Wolke … - 1990: Heut’ geht’s uns gut (so soll es bleiben) - 1991: Engel von Valparaiso - 1992: Husch, husch ins Körbchen - 1993: Wer die Augen schließt (wird nie die Wahrheit seh’n) (als Teil von Mut zur Menschlichkeit) - 1993: Wir sind auf der Erde, um glücklich zu sein - 1994: Ich bin verliebt in Dich - 1994: Memories of Love - 1995: Ich lieb’ Dich jeden Tag ein bisschen mehr - 1995: Komm mit mir im Frühling nach Venedig - 1995: Lass uns nie mehr auseinandergeh’n - 1996: Geh, wenn Du willst - 1997: Gib mein Herz zurück - 1998: Immer nur Du - 1998: Ich weiß, ich lieb’ Dich - 1998: Der Sommer ist vorbei | - 1999: Und wenn Tirol am Nordpol wär - 1999: Eine Nacht, die nie vergeht - 2000: Und wenn Du morgen gehst (Jeanie) - 2000: Nein heißt ja - 2000: Die Liebe, die durch’s Feuer geht - 2001: La Vita E Bella - 2001: Willst Du mich küssen - 2001: Und dann nehm’ ich dich in meine Arme (2001) - 2002: Hey Du da - 2002: Dafür leb’ ich (ein Wahnsinn) - 2003: Herz auf rot - 2003: Stern an der Playa del Sol - 2004: Einmal hüh – einmal hott - 2004: Du hast gesagt, es ist zu Ende - 2005: Wo bist Du - 2005: Kali Spera Griechenland - 2005: Eine Stunde Dein Mann zu sein - 2005: Du bist da (Sha na na) - 2006: Tränen sind nicht nur zum Weinen - 2006: Adiole My Love - 2007: Küsse schmecken einfach besser - 2007: Hast Du Lust - 2007: Wir sind jung - 2007: Du bist mein Weihnachtsstern - 2008: Du bist die Sonne - 2008: Ich bin verliebt in deine himmelblauen Augen - 2009: Lena - 2010: Schäfchen zählen - 2010: Komm und tanz mit mir - 2010: So nah am Paradies - 2011: Eine Insel für uns beide - 2012: Barbara - 2013: San Valentino - 2013: Küss mich in den Himmel - 2013: Du bist nichts für schwache Nerven - 2014: Nie wieder Goodbye - 2014: Die Sterne von Rom - 2015: Träume lügen nicht - 2015: Ticket nach Hawaii - 2016: In dieser Sommernacht - 2016: Denkst du vielleicht an ihn |

## Videoalben und Musikvideos

### Videoalben
| Jahr | Titel                                   | Höchstplatzierung, Gesamtwochen, AuszeichnungChartplatzierungen (Jahr, Titel, Platzierungen, Wochen, Auszeichnungen, Anmerkungen) | Höchstplatzierung, Gesamtwochen, AuszeichnungChartplatzierungen (Jahr, Titel, Platzierungen, Wochen, Auszeichnungen, Anmerkungen) | Höchstplatzierung, Gesamtwochen, AuszeichnungChartplatzierungen (Jahr, Titel, Platzierungen, Wochen, Auszeichnungen, Anmerkungen) | Anmerkungen                                               |
| Jahr | Titel                                   | DE | AT | CH | Anmerkungen                                               |
| ---- | --------------------------------------- | --- | --- | --- | --------------------------------------------------------- |
| 2009 | Alle Liebe dieser Welt (Deluxe Edition) | DE*DE | — | — | Erstveröffentlichung: 6. Februar 2009 * siehe Studioalbum |
| 2015 | Das Beste                               | DE*DE | AT8 (1 Wo.)AT | — | Erstveröffentlichung: 2. April 2015 * siehe Kompilation   |

### Musikvideos
| Jahr | Titel                              |
| ---- | ---------------------------------- |
| 2013 | Alles was du willst                |
| 2013 | Sommer, Sonne, Träume              |
| 2013 | Du bist nichts für schwache Nerven |
| 2014 | Nie wieder Goodbye                 |
| 2014 | Sterne von Rom                     |
| 2014 | Träume lügen nicht                 |
| 2015 | Sommernacht in Rom (2015)          |

## Autorenbeteiligungen und Produktionen

### G. G. Anderson als Autor in den Charts
| Jahr | Titel Interpretation                                 | Höchstplatzierung, Gesamtwochen, AuszeichnungChartplatzierungen (Jahr, Titel, Interpretation, Platzierungen, Wochen, Auszeichnungen, Anmerkungen) | Höchstplatzierung, Gesamtwochen, AuszeichnungChartplatzierungen (Jahr, Titel, Interpretation, Platzierungen, Wochen, Auszeichnungen, Anmerkungen) | Höchstplatzierung, Gesamtwochen, AuszeichnungChartplatzierungen (Jahr, Titel, Interpretation, Platzierungen, Wochen, Auszeichnungen, Anmerkungen) | Anmerkungen                                               |
| Jahr | Titel Interpretation                                 | DE | AT | CH | Anmerkungen                                               |
| ---- | ---------------------------------------------------- | --- | --- | --- | --------------------------------------------------------- |
| 1979 | Schach Matt Roland Kaiser                            | DE32 (11 Wo.)DE | — | — | Erstveröffentlichung: Juni 1979                           |
| 1981 | Rain Goombay Dance Band                              | DE9 (15 Wo.)DE | — | — | Erstveröffentlichung: Januar 1981                         |
| 1981 | Lieb’ mich ein letztes Mal Roland Kaiser             | DE3 (33 Wo.)DE | — | — | Erstveröffentlichung: Februar 1981                        |
| 1981 | Mama Lorraine G. G. Anderson                         | DE10 (22 Wo.)DE | — | — | Erstveröffentlichung: April 1981                          |
| 1981 | Ja, Ja, die Katja, die hat ja… Heino                 | DE40 (7 Wo.)DE | — | — | Erstveröffentlichung: 27. April 1981                      |
| 1981 | Mama Lorraine Andrea Jürgens                         | DE11 (21 Wo.)DE | — | — | Erstveröffentlichung: August 1981                         |
| 1981 | Cheerio G. G. Anderson                               | DE51 (7 Wo.)DE | — | — | Erstveröffentlichung: Oktober 1980                        |
| 1981 | Christmas at Sea Goombay Dance Band                  | DE22 (5 Wo.)DE | — | — | Erstveröffentlichung: November 1981                       |
| 1982 | Jim and Andy G. G. Anderson                          | DE36 (16 Wo.)DE | — | — | Erstveröffentlichung: März 1982                           |
| 1982 | Jim und Andy Tony Marshall                           | DE63 (1 Wo.)DE | — | — | Erstveröffentlichung: 1982                                |
| 1983 | Manuel Goodbye Audrey Landers                        | DE10 (17 Wo.)DE | — | CH4 (7 Wo.)CH | Erstveröffentlichung: Mai 1983                            |
| 1983 | Little River Audrey Landers                          | DE28 (10 Wo.)DE | AT6 (10 Wo.)AT | CH15 (7 Wo.)CH | Erstveröffentlichung: 1983                                |
| 1984 | Am weißen Strand von San Angelo G. G. Anderson       | DE41 (18 Wo.)DE | — | — | Erstveröffentlichung: Juli 1984                           |
| 1985 | Santa Lucia – versunken im Meer G. G. Anderson       | DE46 (9 Wo.)DE | — | — | Erstveröffentlichung: Januar 1985                         |
| 1985 | Flieg mit zu den Sternen Roland Kaiser               | DE50 (9 Wo.)DE | AT30 (2 Wo.)AT | — | Erstveröffentlichung: 24. Februar 1985                    |
| 1985 | Sommernacht in Rom G. G. Anderson                    | DE28 (17 Wo.)DE | AT16 (10 Wo.)AT | — | Erstveröffentlichung: Mai 1985                            |
| 1985 | Und dann nehm’ ich Dich in meine Arme G. G. Anderson | DE49 (6 Wo.)DE | — | — | Erstveröffentlichung: September 1985                      |
| 1986 | Ti amo, Maria G. G. Anderson                         | DE47 (5 Wo.)DE | — | — | Erstveröffentlichung: Januar 1986                         |
| 1986 | Die Sonne von St. Helena G. G. Anderson              | DE59 (6 Wo.)DE | — | — | Erstveröffentlichung: April 1986                          |
| 1986 | The Spanish Night Is Over Engelbert                  | DE30 (17 Wo.)DE | — | — | Erstveröffentlichung: April 1986                          |
| 1986 | Mädchen, Mädchen G. G. Anderson                      | DE34 (16 Wo.)DE | — | — | Erstveröffentlichung: Juni 1986                           |
| 1986 | Ich glaube an die Zärtlichkeit G. G. Anderson        | DE71 (2 Wo.)DE | — | — | Erstveröffentlichung: September 1986                      |
| 1987 | So schön wird’s nie wieder sein Tommy Steiner        | DE62 (6 Wo.)DE | — | — | Erstveröffentlichung: September 1987                      |
| 1988 | S.O.S. mein Herz ertrinkt G. G. Anderson             | DE58 (5 Wo.)DE | — | — | Erstveröffentlichung: Januar 1988                         |
| 1988 | Hättest du heut’ Zeit für mich G. G. Anderson        | DE59 (4 Wo.)DE | — | — | Erstveröffentlichung: April 1988                          |
| 1990 | Der Himmel schweigt Juliane Werding                  | DE52 (13 Wo.)DE | — | — | Erstveröffentlichung: 1990                                |
| 1991 | Zwei Kerle wie wir Wildecker Herzbuben               | DE69 (8 Wo.)DE | — | — | Erstveröffentlichung: 22. April 1991                      |
| 1991 | Sonnenschein im Blut G. G. Anderson                  | DE60 (8 Wo.)DE | — | — | Erstveröffentlichung: Juni 1991                           |
| 1991 | Ich bin so treu wie Gold G. G. Anderson              | DE56 (8 Wo.)DE | — | — | Erstveröffentlichung: Dezember 1991                       |
| 1992 | Rosalie G. G. Anderson                               | DE61 (4 Wo.)DE | — | — | Erstveröffentlichung: April 1992                          |
| 1992 | Weiße Rosen schenk’ ich dir G. G. Anderson           | DE71 (7 Wo.)DE | — | — | Erstveröffentlichung: Juli 1992                           |
| 1994 | Six Days Intermission feat. Lori Glori               | DE20 (11 Wo.)DE | AT18 (11 Wo.)AT | CH22 (10 Wo.)CH | Erstveröffentlichung: 1994                                |
| 1994 | Give Peace a Chance Intermission feat. Lori Glori    | DE29 (13 Wo.)DE | — | CH25 (5 Wo.)CH | Erstveröffentlichung: 24. Oktober 1994                    |
| 1999 | Die längste Single der Welt 2 Wolfgang Petry         | DE2 Platin · (17 Wo.)DE | — | CH47 (1 Wo.)CH | Erstveröffentlichung: 18. Januar 1999 Verkäufe: + 500.000 |
| 2013 | Egoist Roland Kaiser                                 | DE85 (1 Wo.)DE | — | — | Erstveröffentlichung: 24. März 2013                       |

### G. G. Anderson als Produzent in den Charts
| Jahr | Titel Interpretation                          | Höchstplatzierung, Gesamtwochen, AuszeichnungChartplatzierungen (Jahr, Titel, Interpretation, Platzierungen, Wochen, Auszeichnungen, Anmerkungen) | Höchstplatzierung, Gesamtwochen, AuszeichnungChartplatzierungen (Jahr, Titel, Interpretation, Platzierungen, Wochen, Auszeichnungen, Anmerkungen) | Höchstplatzierung, Gesamtwochen, AuszeichnungChartplatzierungen (Jahr, Titel, Interpretation, Platzierungen, Wochen, Auszeichnungen, Anmerkungen) | Anmerkungen                          |
| Jahr | Titel Interpretation                          | DE | AT | CH | Anmerkungen                          |
| ---- | --------------------------------------------- | --- | --- | --- | ------------------------------------ |
| 1986 | Die Sonne von St. Helena G. G. Anderson       | DE59 (6 Wo.)DE | — | — | Erstveröffentlichung: April 1986     |
| 1986 | Mädchen, Mädchen G. G. Anderson               | DE34 (16 Wo.)DE | — | — | Erstveröffentlichung: Juni 1986      |
| 1986 | Ich glaube an die Zärtlichkeit G. G. Anderson | DE71 (2 Wo.)DE | — | — | Erstveröffentlichung: September 1986 |
| 1990 | Herzilein Wildecker Herzbuben                 | DE9 (41 Wo.)DE | — | — | Erstveröffentlichung: 1990           |
| 1991 | Zwei Kerle wie wir Wildecker Herzbuben        | DE69 (8 Wo.)DE | — | — | Erstveröffentlichung: 22. April 1991 |
| 1991 | Ich bin so treu wie Gold G. G. Anderson       | DE56 (8 Wo.)DE | — | — | Erstveröffentlichung: Dezember 1991  |
| 1992 | Rosalie G. G. Anderson                        | DE61 (4 Wo.)DE | — | — | Erstveröffentlichung: April 1992     |
| 1992 | Weiße Rosen schenk’ ich dir G. G. Anderson    | DE71 (7 Wo.)DE | — | — | Erstveröffentlichung: Juli 1992      |

## Boxsets
- 2008: Hits & Raritäten – Frühes – Rares – Aussergewöhnliches

## Statistik

### Chartauswertung
Die folgende Aufstellung beinhaltet eine Übersicht über die Charterfolge Andersons in den Album- und Single-Charts. In Deutschland besteht die Besonderheit, dass Videoalben sich ebenfalls in den Album-Charts platzieren, in den weiteren Ländern stammen die Chartausgaben aus den Musik-DVD-Charts.

#### Album-Charts
|                     | DE     | AT     | CH     |
| ------------------- | ------ | ------ | ------ |
| Nummer-eins-Alben   | DE—DE  | AT—AT  | CH—CH  |
| Top-10-Alben        | DE2DE  | AT1AT  | CH—CH  |
| Alben in den Charts | DE22DE | AT20AT | CH10CH |

|                          | DE    | AT    | CH    |
| ------------------------ | ----- | ----- | ----- |
| Nummer-eins-Videoalben   | DE—DE | AT—AT | CH—CH |
| Top-10-Videoalben        | DE—DE | AT1AT | CH—CH |
| Videoalben in den Charts | DE—DE | AT1AT | CH—CH |

#### Single-Charts
|                       | DE     | AT    | CH    |
| --------------------- | ------ | ----- | ----- |
| Nummer-eins-Singles   | DE—DE  | AT—AT | CH—CH |
| Top-10-Singles        | DE1DE  | AT—AT | CH—CH |
| Singles in den Charts | DE17DE | AT1AT | CH—CH |

|                       | DE     | AT    | CH    |
| --------------------- | ------ | ----- | ----- |
| Nummer-eins-Singles   | DE—DE  | AT—AT | CH—CH |
| Top-10-Singles        | DE5DE  | AT1AT | CH1CH |
| Singles in den Charts | DE35DE | AT4AT | CH5CH |

|                       | DE    | AT    | CH    |
| --------------------- | ----- | ----- | ----- |
| Nummer-eins-Singles   | DE—DE | AT—AT | CH—CH |
| Top-10-Singles        | DE1DE | AT—AT | CH—CH |
| Singles in den Charts | DE8DE | AT—AT | CH—CH |

### Auszeichnungen für Musikverkäufe
Anmerkung: Auszeichnungen in Ländern aus den Charttabellen bzw. Chartboxen sind in ebendiesen zu finden.
| Land/RegionAuszeichnungen für Musikverkäufe (Land/Region, Auszeichnungen, Verkäufe, Quellen) | Gold | Platin  | Verkäufe | Quellen           |
| -------------------------------------------------------------------------------------------- | ---- | ------- | -------- | ----------------- |
| Deutschland (BVMI)                                                                           | —    | Platin1 | 500.000  | musikindustrie.de |
| Insgesamt                                                                                    | —    | Platin1 |          |                   |